# Henryk Wieczorek
Pour les articles homonymes, voir Wieczorek.
Henryk Piotr Wieczorek (né le 14 décembre 1949 à Chorzów, en Pologne) est un ancien joueur international de football polonais. Il a joué dans différents clubs polonais et français au poste de milieu de terrain.

## Biographie
Sélectionné en équipe de Pologne, il dispute la Coupe du monde 1974 où la Pologne finit troisième, puis il dispute les Jeux olympiques d'été de 1976 où il obtient la médaille d'argent.